# Бугровский (Волгоградская область)
Бугровский — хутор в Урюпинском районе Волгоградской области России, в составе Салтынского сельского поселения.
Население — 278 (2010).

## История
Дата основания хутора не установлена. Он входил в юрт станицы Михайловской Хопёрского округа Земли Войска Донского (с 1870 — Область Войска Донского). Согласно Списку населённых мест Земли Войска Донского по сведениям 1859 года на хуторе проживало 192 мужчины и 140 женщин. Согласно переписи населения 1897 года на хуторе проживало 635 мужчин и 671 женщина, из них грамотных мужчин — 205, грамотных женщин — 19. Согласно алфавитному списку населённых мест Области Войска Донского 1915 года на хуторе имелось хуторское правление, Духо-Сошествиевская церковь, приходское училище, земельный надел хутора составлял 4858 десятин, проживали 602 мужчины и 601 женщины.
С 1928 года — центр Бугровского сельсовета Новониколаевского района Хопёрского округа (упразднён в 1930 году) Нижне-Волжского края (с 1934 года — Сталинградского края) С 1935 года — в составе Хопёрского района Сталинградского края (с 1936 года Сталинградской области, с 1954 по 1957 год район входил в состав Балашовской области).
После войны колхоз хутора Бугровского включён в состав укрупнённого колхоза имени Калинина (центральная усадьба — хутор Салтынский). По решению Сталинградского облисполкома от 20 марта 1959 года № 6/139 Бугровский сельсовет был упразднён с передачей его территории в состав Салтынского сельсовета. В том же году в связи с упразднением Хопёрского района хутор Бугровский передан в состав Урюпинского района. В 1972 году хутор Бугровский был объединён с хутором Суховский.

## География
Хутор находится в степной местности, на севере Урюпинского района, близ границы с Воронежской областью, на берегу расположенного в пойме Хопра озера Жирновское, в пределах Хопёрско-Бузулукской равнины, являющейся южным окончанием Окско-Донской низменности. Центр хутора расположен на высоте около 90 метров над уровнем моря. В окрестностях хутора — пойменные леса и искусственные лесонасаждения. К северо-востоку от хутора — поля. Почвы — чернозёмы обыкновенные, в пойме Хопра — пойменные нейтральные и слабокислые.
Подъезд с твёрдым покрытием к хутору Бугровский отсутствует. По автомобильным дорогам расстояние до областного центра города Волгоград составляет 360 км, до районного центра города Урюпинска — 37 км, до административного центра сельского поселения хутора Салтынский — 9 км.
Часовой пояс
Бугровский, как и вся Волгоградская область, находится в часовой зоне МСК (московское время). Смещение применяемого времени относительно UTC составляет +3:00.

## Население
Динамика численности населения по годам:
| 1859 | 1873 | 1897 | 1915 | 1989 | 2002 | 2010 | 2022 |
| ---- | ---- | ---- | ---- | ---- | ---- | ---- | ---- |
| 332  | 798  | 1306 | 1203 | ≈670 | 339  | 278  | +-80 |

## Известные уроженцы
Четвертухин, Пётр Дмитриевич (1905—1968) — советский военачальник, полковник.